# 島崎邦彦
島﨑 邦彦（しまざき くにひこ、1946年3月13日 - ）は、日本の地震学者・地球科学者。学位は、理学博士（東京大学・1974年）。東京大学地震研究所教授を経て、東京大学名誉教授。日本地震学会会長・地震予知連絡会会長を歴任。
元原子力規制委員会委員長代理。防災功労者防災担当大臣表彰。鉱床学者・島﨑英彦は実兄。

## 経歴・人物
- 1946年 東京都にて誕生
- 1964年 東京都立日比谷高等学校卒業
- 1968年3月 東京大学理学部地球物理学科卒業
- 1970年3月 東京大学大学院理学系研究科修士課程修了
- 1970年4月-1980年 東京大学地震研究所助手
- 1974年3月 理学博士（東京大学）（学位論文「Crustal deformation caused by an underthrusting oceanic plate in eastern Hokkaido and the Nemuro-oki earthquake of June 17, 1973(海洋プレートの引きずり込みに伴なう北海道東部の地殻変動と、1973年6月17日根室沖地震)」）
- 1974-1976年 カリフォルニア工科大学研究員[1]
- 1980年9月 東京大学地震研究所助教授
- 1989年1月 東京大学地震研究所教授
- 2000年 - 米国ワシントン州知事感謝状、米国オレゴン州知事感謝状
- 2006年5月-2008年5月 日本地震学会会長
- 2007年 - 防災功労者防災担当大臣表彰
- 2009年3月 東京大学退職
- 2009年4月 地震予知連絡会会長
- 2010年 日本活断層学会会長
- 2012年9月19日 原子力規制委員会委員（委員長代理）に就任した[2]。同職に専念するため、地震予知連絡会長、地震防災対策強化地域判定会委員、地震調査委員会委員、交通政策審議会委員など他の要職を辞任した。
- 2014年9月18日 原子力規制委員会委員（委員長代理）を任期満了退任

ほかに、地震調査研究推進本部地震調査委員会委員、同長期評価部会部会長、地震防災対策強化地域判定会委員、交通政策審議会委員、同気象分科会会長、中央防災会議専門委員、日本活断層学会副会長、震災予防協会理事などを歴任した。

## 研究・著作

### 単著
- 「3・11 大津波の対策を邪魔した男たち」（2023年、青志社）[3]

### 編著
- 「あした起きてもおかしくない大地震」（集英社）出版：2001/7 ISBN 978-4087812367
- 超巨大地震，貞観の地震と長期評価 (PDF)  『科学』 2011年5月号 Vol.81 No.5 岩波書店

### 共著・分担執筆
- 「古地震を探る」（古今書院）編：太田陽子 出版：1995/7 ISBN 978-4772216524
- 「地震と断層」（東京大学出版会）編：松田時彦 出版：1994/ ISBN 978-4130607063
- 「活断層とは何か」（東京大学出版会）編：池田安隆 出版：1996/1 ISBN 978-4130633093
- 「地震・津波と火山の事典」（丸善） 監修：東京大学地震研究所 編：藤井敏嗣、纐纈一起 ISBN 978-4-621-07923-2
- 「東大教師が新入生にすすめる本」（文藝春秋） ISBN 978-4166603688
- 「イミダス2007, 地震・火山」（集英社）
- 「地震がわかる。」（朝日新聞社）
- 「地殻ダイナミクスと地震発生」（朝倉書店） 著：菊地正幸 出版：2002/11 978-4254167269
- 「地震防災の事典」（朝倉書店）編：岡田恒男、土岐憲三 ISBN 978-4-254-16035-2
- 「地震荷重－内陸直下地震による強震動と建築物の応答」（日本建築学会 編）2000/8 ISBN 978-4818905191
- 「イミダス特別編集：日本列島・地震アトラス，活断層」（集英社）
- 「新編 日本の活断層」（東京大学出版会）活断層研究会 編 1991/3 ISBN 978-4-13-060700-1
- 「日本の地震断層パラメターハンドブック」（鹿島出版会） 佐藤良輔 (著)、岡田義光 (著)、鈴木保典 (著) 1989/3 ISBN 978-4306032323[1]

## 主要論文
- 異常地震活動の統計的検出法 (1) 地震 第2輯 Vol.25 (1972) No.1 P.16-23, doi:10.4294/zisin1948.25.1_16
- 地震発生の周期性について 地震 第2輯 Vol.25 (1972) No.1 P.24-32, doi:10.4294/zisin1948.25.1_24

共著・分担執筆
- 竹内均、島崎邦彦、浜野洋三、地震の発生とチャンドラ運動 測地学会誌 Vol.14 (1969) No.1 P11-13, doi:10.11366/sokuchi1954.14.11
- 島崎邦彦、竹内均、地震の発生とチャンドラー運動 (II) 地震 第2輯 Vol.23 (1970) No.1 P41-48, doi:10.4294/zisin1948.23.1_41
- 飯田昌弘、宮武隆、島崎邦彦：今後必要な強震観測: 中規模ないし大規模アレイの必要性] 地震工学研究発表会講演概要 Vol.18 (1985) P77-80, doi:10.2208/proee1957.18.77
- 島崎邦彦、松田時彦編『地震と断層』 地学雑誌 Vol.103 (1994) No.6 P719a, doi:10.5026/jgeography.103.6_719a
- 中田高、島崎邦彦：活断層研究のための地層抜き取り装置 (Geo-slicer) 地学雑誌 Vol.106 (1997) No.1 P59-69, doi:10.5026/jgeography.106.59
- 原口強、中田高、島崎邦彦ほか：未固結堆積物の定方位連続地層採取方法の開発とその応用 応用地質 Vol.39 (1998-1999) No.3 P306-314, doi:10.5110/jjseg.39.306
- 中田高、島崎邦彦、鈴木康弘、佃栄吉：活断層はどこから割れ始めるのか 活断層の分岐形態と破壊伝播方向 地学雑誌 Vol.107 (1998) No.4 P512-528, doi:10.5026/jgeography.107.512